# Luc Besson
Luc Paul Maurice Besson (nascut el 18 de març de 1959 a París) és un director i productor de cinema francès.

## Biografia
Va néixer a París el 18 de març de 1959. Els seus pares eren instructors de submarinisme, per la qual cosa Besson va passar gran part de la seva infància viatjant per zones turístiques d'Itàlia, Iugoslàvia i Grècia.
Després de treballar com a ajudant de direcció i dirigir quatre curtmetratges, va debutar com a director amb Kamikaze 1999 (1982), un drama visual apocalíptic que es desenvolupa totalment sense diàlegs. Després va venir la pel·lícula del gènere policíac Subway (1985), amb Christopher Lambert i Isabelle Adjani en els papers principals. La seva obra sobre el tema de l'apnea El gran blau (1988) es va convertir en una pel·lícula de culte, però va ser rebutjada majoritàriament per la crítica. Nikita (1991), amb Anne Parillaud, un llargmetratge sobre una jove criminal que rep formació per part dels serveis secrets per convertir-se en una assassina, va tenir tant d'èxit als Estats Units que el director John Badham va rodar el 1993 una segona versió amb el títol de L'assassina (1993). També el documental marí Atlantis (1991) va causar gran impressió per la bellesa de la fotografia.
Besson treballa preferentment amb l'actor francès Jean Reno, que va interpretar el paper principal en El professional (1994). Aquesta pel·lícula va suposar el descobriment de Natalie Portman. A més, Besson destaca per la col·laboració que fa al costat d'Éric Serra, que compon la música de les seves pel·lícules.
La costosa producció de ciència-ficció El cinquè element (1997), amb Bruce Willis i Milla Jovovich en els papers estel·lars, va ser un gran èxit de taquilla.
Aquesta ha estat la pel·lícula de pressupost més alt entre totes les gravades fora del circuit de Hollywood, amb aproximadament 80 milions de dòlars i recaptació de 263 milions; va ser elogiada en el Festival de Cinema de Cannes el 1997 i va obtenir set nominacions als premis César: en guanyà tres, incloent el premi César al millor director per a Luc Besson, a més del premi BAFTA als millors efectes especials, una nominació a l'Oscar a la millor edició de so i lloances per part de la crítica. A més de Bruce Willis en el paper principal i Milla Jovovich, Gary Oldman va tornar a col·laborar amb Besson en el paper de "dolent".
El 1999 va rodar Joana d'Arc, una pel·lícula de tall històric que recrea la història de la «donzella d'Orleans».
El 2000 Besson va fundar l'empresa Europacorp per produir i distribuir pel·lícules a nivell internacional.
El cineasta està interessat en la vida dels joves dels suburbis francesos i crearà una fundació per a això. «Em sembla normal fer alguna cosa pels altres», segons el director.
Amb Arthur i els Minimoys (2006), Besson ha portat a la pantalla gran el conte de quatre volums que ell mateix ha escrit. En la versió en anglès s'escolten les veus de Madonna, Snoop Dogg i David Bowie, entre d'altres.
El director va escriure el guió de Taxi 4 (2007) i participa com a productor en Flora Plum (2010), de la directora Jodie Foster.
El 5 de juny de 2009 va estrenar juntament amb Yann-Arthus Bertrand una pel·lícula anomenada Home, que recopila unes sorprenents filmacions aèries que tracten de conscienciar la població mundial dels problemes ecològics i la ràpida escassetat dels recursos naturals. Perquè aquesta pel·lícula es difongués al més àmpliament possible, havia de ser gratuïta. Un mecenes, el grup PPR, va permetre que ho fos. Europacorp, que la distribueix, es va comprometre a no tenir cap benefici perquè Home no té interès comercial. El seu propòsit principal és evitar esgotar els recursos naturals i impedir una evolució catastròfica del clima de la Terra.

## Filmografia
Filmografia:
| Any  | Títol | Com a    | Com a     | Com a     |
| Any  | Títol | Director | Guionista | Productor |
| ---- | --- | -------- | --------- | --------- |
| 1981 | L'Avant-dernier                                                                                              | Sí       | Sí        | Sí        |
| 1983 | Le Dernier Combat                                                                                            | Sí       | Sí        | Sí        |
| 1985 | Subway | Sí       | Sí        | Sí        |
| 1986 | Kamikaze |          | Sí        | Sí        |
| 1988 | El gran blau (Le Grand bleu)                                                                                 | Sí       | Sí        |           |
| 1990 | Nikita | Sí       | Sí        | Sí        |
| 1991 | Atlantis | Sí       | Sí        | Sí        |
| 1991 | Cold Moon |          |           | Sí        |
| 1994 | El professional (Léon)                                                                                       | Sí       | Sí        | Sí        |
| 1997 | Nil by Mouth                                                                                                 |          |           | Sí        |
| 1997 | El cinquè element (The Fifth Element)                                                                        | Sí       | Sí        |           |
| 1998 | Taxi |          | Sí        | Sí        |
| 1999 | Joana d'Arc (The Messenger: The Story of Joan of Arc)                                                        | Sí       | Sí        | Sí        |
| 2000 | Taxi 2 |          | Sí        | Sí        |
| 2000 | The Dancer                                                                                                   |          | Sí        | Sí        |
| 2001 | Kiss of the Dragon                                                                                           |          | Sí        | Sí        |
| 2001 | Wasabi: El tracte brut de la màfia (Wasabi)                                                                  |          | Sí        | Sí        |
| 2001 | Yamakasi |          | Sí        | Sí        |
| 2002 | Asterix & Obelix: Mission Cleopatra                                                                          |          |           |           |
| 2002 | La Turbulence des fluides                                                                                    |          |           | Sí        |
| 2002 | The Transporter                                                                                              |          | Sí        | Sí        |
| 2003 | Cheeky |          |           | Sí        |
| 2003 | Fanfan la Tulipa (Fanfan la Tulipe)                                                                          |          | Sí        | Sí        |
| 2003 | Les Côtelettes                                                                                               |          |           | Sí        |
| 2003 | Michel Vaillant                                                                                              |          | Sí        | Sí        |
| 2003 | Taxi 3 |          | Sí        | Sí        |
| 2004 | District 13                                                                                                  |          | Sí        | Sí        |
| 2004 | Taxi |          | Sí        | Sí        |
| 2004 | Els rius de color porpra 2: Els àngels de l'apocalipsi (Les Rivières pourpres II: Les anges de l'apocalypse) |          | Sí        | Sí        |
| 2005 | Angel-A | Sí       | Sí        | Sí        |
| 2005 | Bunker Paradise                                                                                              |          |           | Sí        |
| 2005 | Colour Me Kubrick                                                                                            |          |           | Sí        |
| 2005 | Imposture |          |           | Sí        |
| 2005 | Revolver |          | Sí        | Sí        |
| 2005 | The Three Burials of Melquiades Estrada                                                                      |          |           | Sí        |
| 2005 | Transporter 2                                                                                                |          | Sí        | Sí        |
| 2005 | Unleashed |          | Sí        | Sí        |
| 2005 | Ze film |          |           | Sí        |
| 2005 | Au suivant!                                                                                                  |          |           | Sí        |
| 2006 | L'Arthur i els Minimoys (Arthur et les Minimoys)                                                             | Sí       | Sí        | Sí        |
| 2006 | Bandidas |          | Sí        | Sí        |
| 2006 | Love and Other Disasters                                                                                     |          |           | Sí        |
| 2006 | Nuovomondo                                                                                                   |          |           | Sí        |
| 2006 | Chanson d'amour (Quand j'étais chanteur)                                                                     |          |           | Sí        |
| 2006 | Dikkenek |          |           | Sí        |
| 2006 | Tell No One                                                                                                  |          |           | Sí        |
| 2007 | Michou d'Auber                                                                                               |          |           | Sí        |
| 2007 | L'Invité |          |           | Sí        |
| 2007 | The Secret                                                                                                   |          |           | Sí        |
| 2007 | Taxi 4 |          | Sí        | Sí        |
| 2007 | Hitman |          |           | Sí        |
| 2007 | Frontier(s)                                                                                                  |          |           | Sí        |
| 2008 | Taken |          | Sí        | Sí        |
| 2008 | Transporter 3                                                                                                |          | Sí        | Sí        |
| 2009 | District 13: Ultimatum                                                                                       |          | Sí        | Sí        |
| 2009 | Home |          |           | Sí        |
| 2009 | Arthur i la venjança d'en Maltazard (Arthur et la Vengeance de Maltazard)                                    | Sí       | Sí        | Sí        |
| 2010 | Des de París amb amor (From Paris with Love)                                                                 |          | Sí        | Sí        |
| 2010 | Les aventures extraordinàries d'Adèle Blanc-Sec (Les Aventures extraordinaires d'Adèle Blanc-Sec)            | Sí       | Sí        | Sí        |
| 2010 | Arthur i la guerra dels mons (Arthur 3: La Guerre des deux mondes)                                           | Sí       | Sí        | Sí        |
| 2011 | The Lady | Sí       | Sí        | Sí        |
| 2011 | Colombiana                                                                                                   |          | Sí        | Sí        |
| 2012 | Lockout |          | Sí        | Sí        |
| 2012 | Taken 2 |          | Sí        | Sí        |
| 2012 | Transporter: The Series                                                                                      |          |           | Sí        |
| 2012 | No Limit (sèrie de TV)                                                                                       |          | Sí        | Sí        |
| 2013 | Intersections                                                                                                |          |           | Sí        |
| 2013 | The Family                                                                                                   | Sí       | Sí        | Sí        |
| 2013 | The Boy with the Cuckoo-Clock Heart                                                                          |          |           | Sí        |
| 2013 | 3 Days to Kill                                                                                               |          | Sí        | Sí        |
| 2013 | The Homesman                                                                                                 |          |           | Sí        |
| 2014 | Brick Mansions                                                                                               |          | Sí        | Sí        |
| 2014 | Lucy | Sí       | Sí        | Sí        |
| 2015 | Save Kids Lives                                                                                              | Sí       | No        | No        |
| 2017 | Valerian i la ciutat dels mil planetes (Valerian and the City of a Thousand Planets)                         | Sí       | Sí        | Sí        |
| 2019 | Anna | Sí       | Sí        | Sí        |